# V-sit
A V-sit. Okui Maszami második stúdióalbuma, amely 1996. szeptember 21-én jelent meg a King Records kiadó jóvoltából. Ez lett lett az énekesnő legsikeresebb, legtöbb példányban elkelt albuma, köszönhetően a sok népszerű anime dalnak. tizenkilencedik helyet érte el a japán lemezeladási listán, hét hétig szerepelt rajta, és összesen 48 330 példányt értékesítettek belőle.

## Dalok listája
1. Mask (masamix) 5:06
2. Szaikou no Gamble (最高のGAMBLE?) 4:40
3. Shake It 4:57
4. Uszo no egao hontó no namida (嘘の笑顔 本当の涙?) 4:43
5. Lonely Soul 5:05
6. Dreaming Heart 4:49
7. Futari (二人?) 6:07
8. Love Is Fire 4:42
9. Get My Way 3:41
10. Szendzsó no Madonna (戦場のマドンナ?) 4:30
11. Rjóki (Heaven & Hell) (領域〜Heaven&Hell〜?) 5:23
12. Madzsime va kikkake 4:59
13. Dzsama va szaszenai (Live rock-on) (邪魔はさせない) 4:38
14. Friends 4:05

## Albumból készült kislemezek
- Mask (1995. november 3.)
- Shake It (1996. január 24.)
- Give a Reason/Dzsama va szaszenai (1996. április 24.)